# Juquitiba (ort)
Juquitiba är en ort i Brasilien.   Den ligger i kommunen Juquitiba och delstaten São Paulo, i den sydöstra delen av landet, 900 km söder om huvudstaden Brasília. Juquitiba ligger 691 meter över havet och antalet invånare är 13 959.
Terrängen runt Juquitiba är huvudsakligen platt. Juquitiba ligger nere i en dal. Juquitiba är det största samhället i trakten.
I omgivningarna runt Juquitiba växer i huvudsak städsegrön lövskog. Runt Juquitiba är det ganska tätbefolkat, med 58 invånare per kvadratkilometer.